# Finesse Mitchell
Finesse Mitchell (ur. 12 czerwca 1972 w Atlancie) – amerykański aktor, komik i autor. Od 2003–2006 był członkiem obsady Saturday Night Live. Mitchell pojawił się również w takich programach telewizyjnych jak Showtime at the Apollo, BET ComicView, Comedy Central Presents i NBC – Late Friday.

## Filmografia
- Nadzdolni jako Darryl Parks
- Skok na kasę
- Who’s Your Caddy? jako The Comebacks
- Nick Swardson’s Pretend Time